# Pivovar Bernard

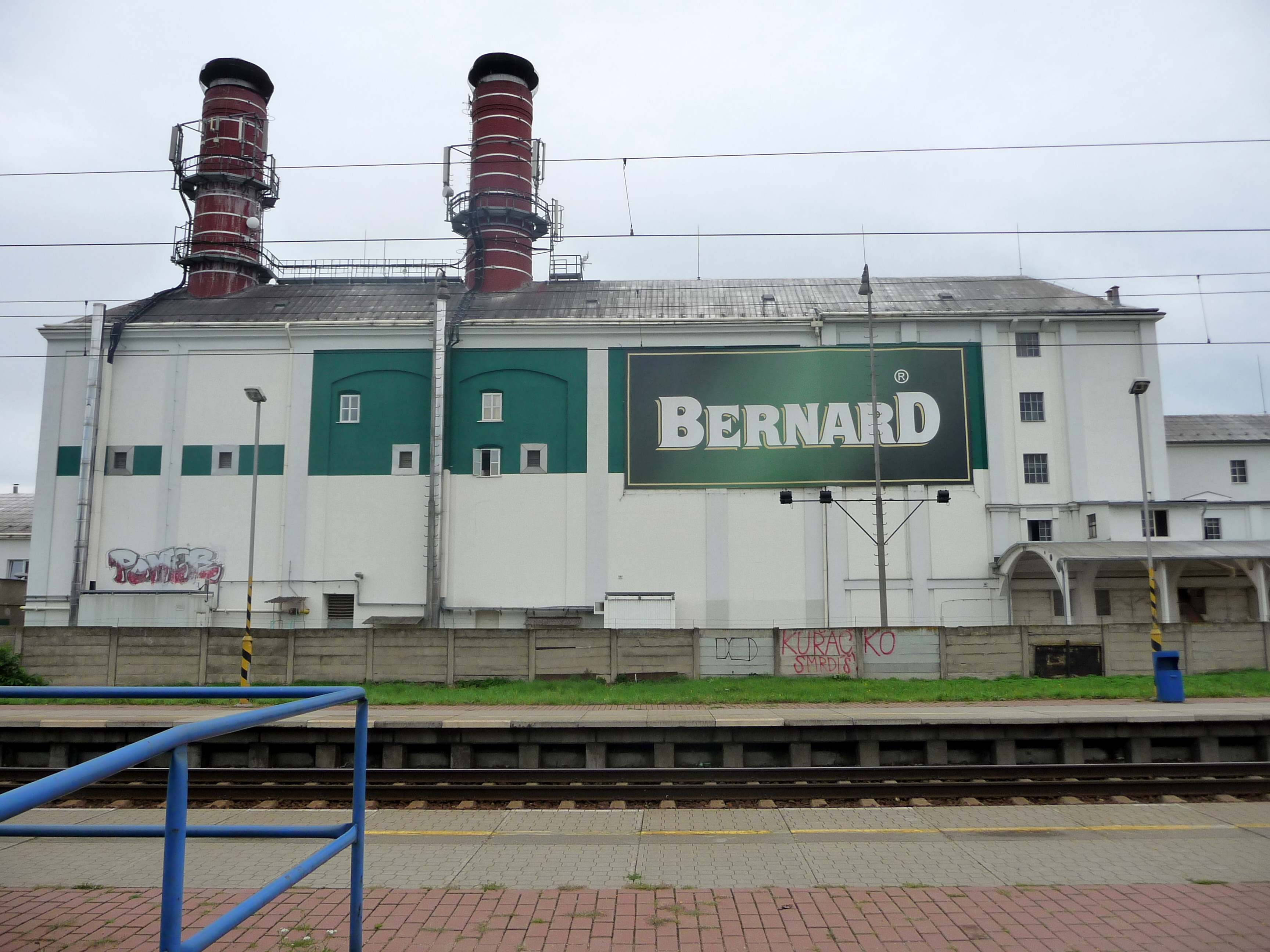
Die neue Bier-Fabrik in Rajhrad

Bernard a.s. ist eine tschechische Bierbrauerei. 2016 wurden 315.380 hl Bier hergestellt. Davon gingen 22 % (69.439 hl) in den Export.

## Geschichte
Die Brauerei wurde 1597 gegründet. In den 1930er Jahren wurden 40 Personen beschäftigt und rund 20.000 hl Bier gebraut. Nach dem Zweiten Weltkrieg wurde die Brauerei verstaatlicht und 1960 in die Südböhmische Brauereien České Budějovice eingegliedert. 1989 wurde die Brauerei reprivatisiert und 1991 nach Konkurs an die Unternehmer Stanislav Bernard und Josef Vávra verkauft. Nach anfänglichen wirtschaftlichen Problemen gewann die Brauerei immer mehr an Bedeutung. Wurden 1991 noch 26.000 hl Bier gebraut, waren es 1999 bereits 116.091 hl. Im Jahr 2000 erfolgte die Umwandlung in eine Aktiengesellschaft und die belgische Brauerei Duvel Moortgat stieg in die Brauerei ein. Duvel Moortgat hält 50 % der Anteile, die Unternehmer Bernard und Vávra jeweils 25 %.

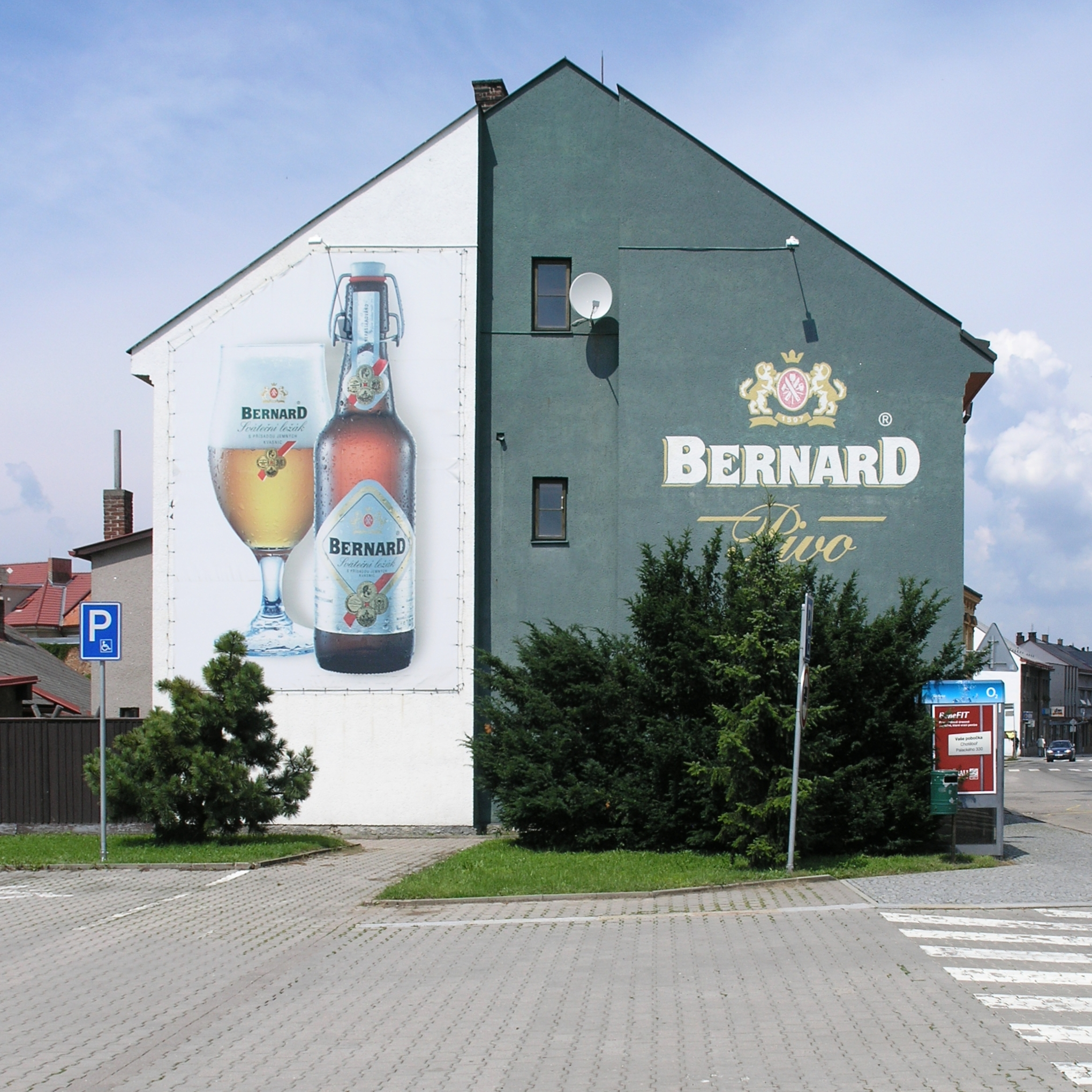
Brauereigebäude von vorne

## Produkte
- Bernard India Pale Ale
- Bernard Bohemian Ale

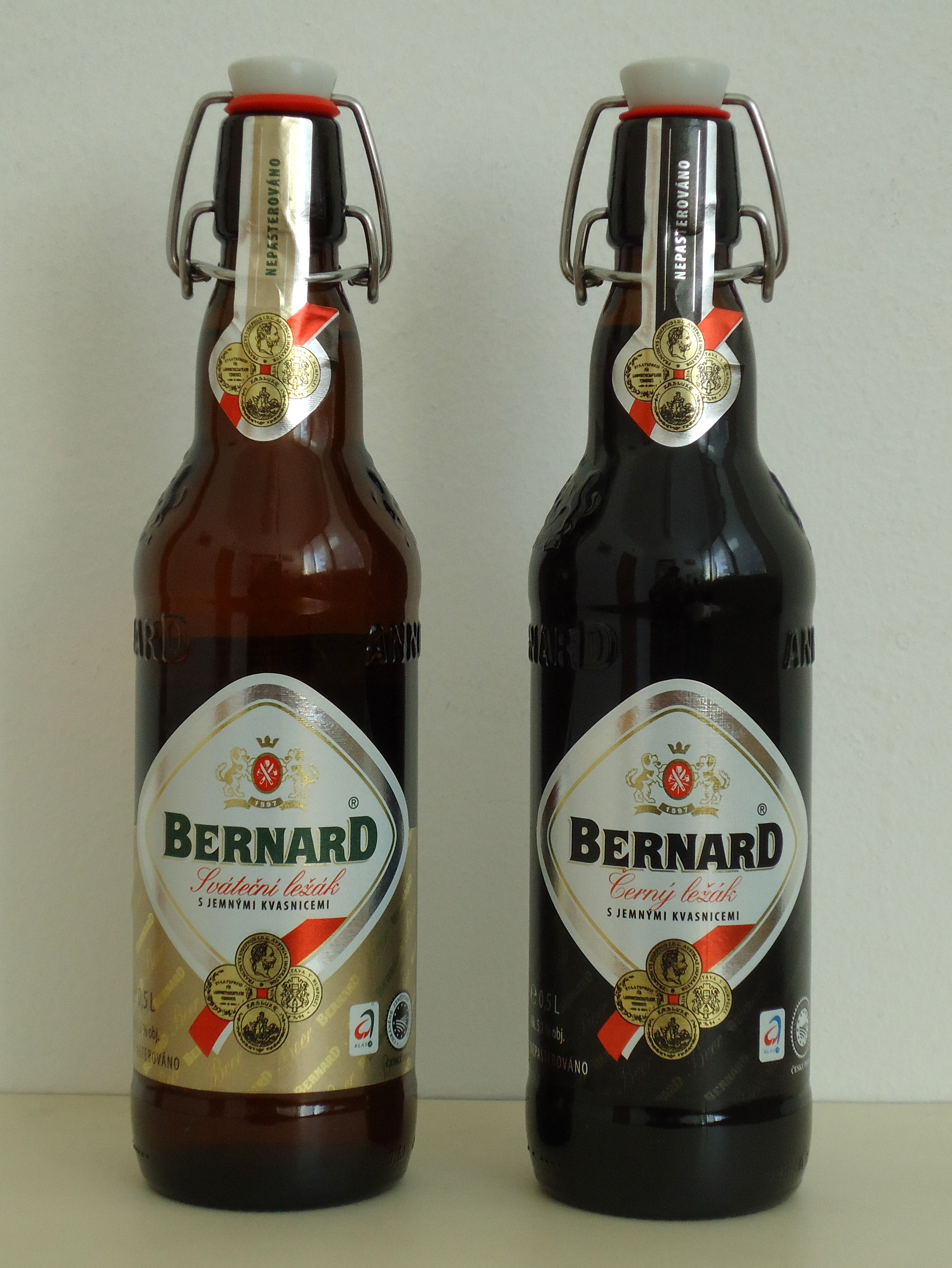
Bernard-Biere

- Bernard Sváteční ležák (Lagerbier)
- Bernard Jantarový ležák
- Bernard Černý ležák (Schwarzbier)
- Bernard Bezlepkový ležák
- Bernard Free
- Bernard Jantar
- Bernard Švestka
- Bernard Kvasnicová Desítka
- Bernard Kvasnicový Ležák 11°
- Bernard Světlé Pivo
- Bernard Jedenactka Ležák
- Bernard Světlý Ležák

## Besucherzentrum
2022 wurde ein touristisch-gastronomisches Besucherzentrum der Brauerei eröffnet. Teil hiervon ist auch ein zum Aussichtsturm ausgebauter Schornstein.